# Ludo
Ludo és un joc de taula d'estratègia per a dos o quatre jugadors, en el qual els jugadors corren amb les seves quatre fitxes de principi a fi segons les tirades d'un sol dau. Com altres jocs de creus i cercles, Ludo es deriva del joc indi Pachisi. El joc i les seves variacions són populars a molts països i sota diversos noms.